# Araecerus constans
Pour les articles homonymes, voir Araecerus et Constans.
Espèce
Araecerus constans est une espèce d'insectes appartenant à la famille des Anthribidae.